# Plougoumelen
Plougoumelen [plugumlɛn] (bret.: Plougouvelen) ist eine französische Gemeinde mit 2.599 Einwohnern (Stand: 1. Januar 2022) im Département Morbihan in der Region Bretagne. Sie gehört zum Arrondissement Vannes und zum Kanton Vannes-2.

## Geographie
Plougoumelen liegt nahe der Küste des Départements Morbihan. Die Stadt Vannes ist nur etwa 12 km in östlicher Richtung entfernt. Das Gemeindegebiet gehört zum Regionalen Naturpark Golfe du Morbihan.

## Geschichte
Der Ort ist seit der Frühzeit bewohnt. Davon zeugt der Dolmen von Kervoyal. Er gehörte zum Vannetais (bretonisch: Bro Gwened). Im Mittelalter war der Ort verschiedenen Herren untertan. Die bedeutendste dieser Familien waren die Pont-Sal. Politisch wurde Plougoumelen 1790 eine Gemeinde. Von 1793 an gehörte die Gemeinde zum Kanton Bubry und zum Distrikt Hennebont. Ab 1801 war es Teil des Arrondissements Lorient und von 1801 bis 2015 eine Gemeinde im Kanton Auray.

## Bevölkerungsentwicklung
Zwischen und 1793 und 1911 wuchs die Einwohnerzahl – mit kleinen, zeitlich begrenzten Ausschlägen nach unten – immer mehr an und erreichte einen ersten Höhepunkt. Nach dem Ersten Weltkrieg war die Anzahl Bewohner (infolge von Kriegsverlusten und Grippe) deutlich gesunken. Bis 1946 wuchs die Bevölkerung wieder an. In den Jahren zwischen 1946 und 1954 kam es zu einer Abwanderungswelle. Seit 1962 wächst die Einwohnerzahl ununterbrochen an (1962–2012: +232 %). Die Entwicklung:
| Jahr      | 1962 | 1968 | 1975 | 1982 | 1990 | 1999 | 2006 | 2012 | 2019 |
| Einwohner | 718  | 729  | 1023 | 1357 | 1544 | 1762 | 2200 | 2417 | 2522 |

## Sehenswürdigkeiten

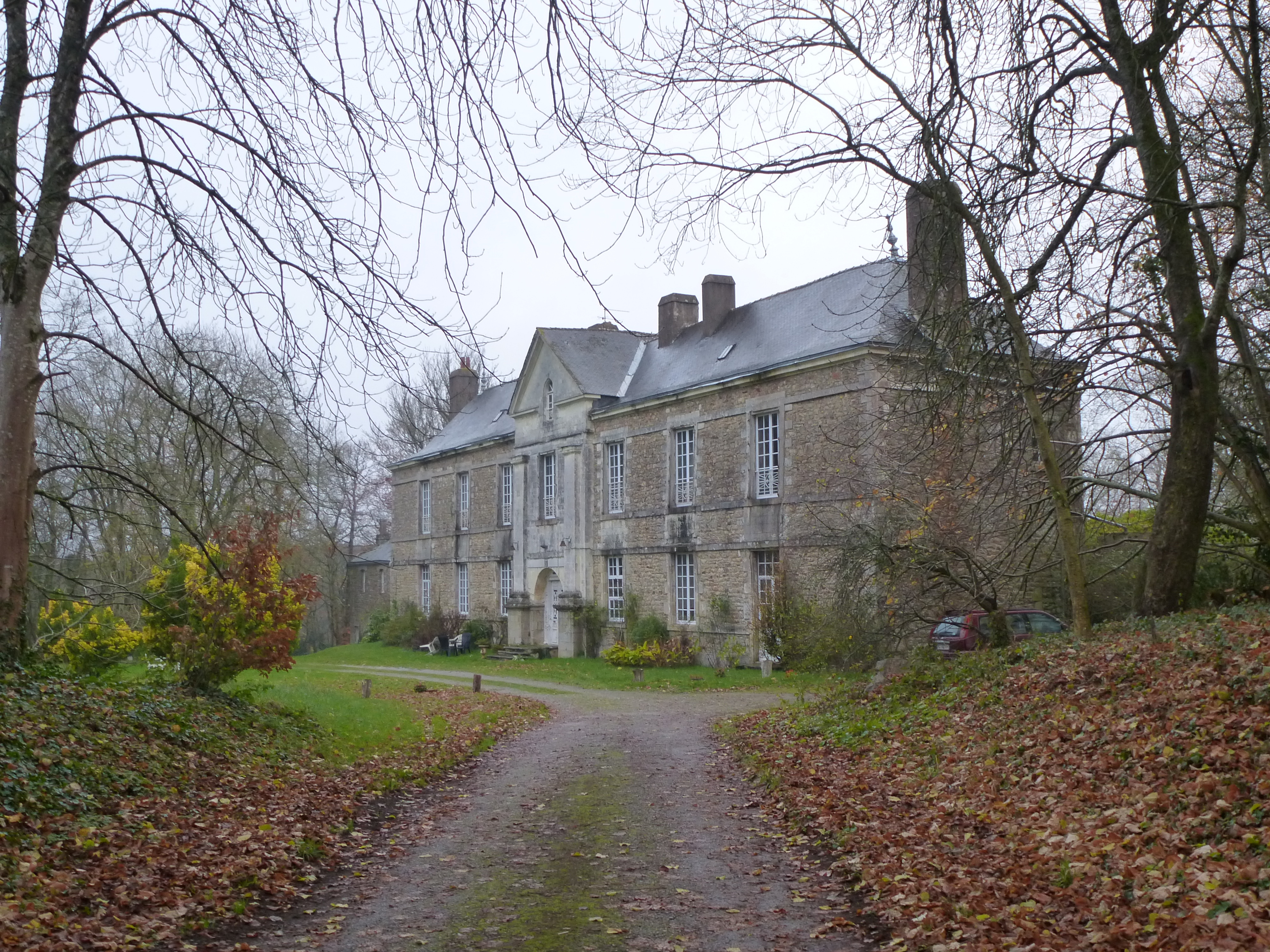
Schloss Pontsal

- Kirche Saint-Philibert, im Jahr 1865 erbaut
- Weiler Cahire mit strohgedeckten Häusern
- Mühle von Pont-Sal
- Kapelle von Lestreviau aus dem Jahr 18. Jahrhundert
- Schloss Pont-Sal (auch Pontsal)
- Dolmen von Kervoyal (heute teilweise im Wasser)